# Acesina aberrans
Acesina aberrans is een vlinder uit de familie van de Lycaenidae. De wetenschappelijke naam van de soort is voor het eerst geldig gepubliceerd in 1889 door Lionel de Nicéville.